# Simulium canadense
Simulium canadense är en tvåvingeart som beskrevs av Hearle 1932. Simulium canadense ingår i släktet Simulium och familjen knott. Inga underarter finns listade i Catalogue of Life.